# Херн, Барри
Ба́рри Херн (англ. Barry Hearn; род. 19 июня 1948) — английский спортивный предприниматель, снукерный менеджер и промоутер. Глава промоутерской компании «Matchroom Sport». Член Зала славы снукера с 2018 года.
В декабре 2020 года был награждён орденом Британской империи (офицер).

## Биография и карьера
Родился 19 июня 1948 года в Дэгенэме, входящем в состав Большого Лондона, графство Эссекс.
Херн получил бухгалтерское образование. Своё первоначальное состояние сделал посредством продаж залов для игры в снукер. В 1974 занялся промоутерской деятельностью. Сначала он стал вести дела Джеффа Фудса, отца известного впоследствии игрока Нила Фудса, и Вика Харриса. С 1976 стал менеджером будущего шестикратного чемпиона мира по снукеру — Стива Дэвиса. В 1980-е, в пору расцвета снукера, основал промоутерскую компанию «Matchroom Sport», которая стала вести дела игроков, в частности, Стива Дэвиса и Тони Мео. Позже в сферу влияния компании попали такие в будущем очень известные мастера, как Терри Гриффитс, Деннис Тейлор, Вилли Торн, Нил Фудс, Джимми Уайт, Клифф Торбурн и Ронни О'Салливан. 
 Также среди его снукерных протеже была ставшая впоследствии многократной чемпионкой мира по снукеру среди женщин Эллисон Фишер. 
В 1987 организовал коммерческий турнир — Премьер-лигу, проводящуюся уже более 20 лет в разных городах Британии.
Также компанией Хирна были организованы коммерческие турниры в Британии и на Дальнем Востоке, в частности Thailand Open, Hong Kong Masters, Malaysian Masters, Singapore Masters, Tokyo Masters, способствовавшие популяризации снукера в мире. Можно сказать, что снукерный бум, охвативший Китай, был «спровоцирован» Барри Хирном.
Помимо снукера, Matchroom Sport также занимается делами в пуле, боулинге, дартсе (Хирн — президент Профессиональной Корпорации дартса), гольфе, спортивной рыбалке, и покере.
С 1987 в сферу влияния Хирна попал бокс, где его компания в разное время занималась делами таких спортсменов, как Крис Юбэнк, Найджел Бенн, Леннокс Льюис, Насим Хамед, Стив Коллинс и Эрби Хайд.
Отдельным видом бизнеса Хирна является его президентство в футбольном клубе «Leyton Orient FC» (клуб известен тем, что в юные годы в нём выступал Дэвид Бекхэм), который в 1995 году Хирн спас от финансовой катастрофы. За 10 лет клубу удалось подняться из четвёртой лиги в первую.
Возможно, его звёздный час пробил, когда он появился в видео для «Snooker Loopy» («Снукерное помешательство» — юмористическая песня о снукере), хите суперзвёзд Часа и Дэйва (Chas & Dave), записанном в апреле 1986, где в качестве вокалистов выступили Стив Дэвис, Тони Мео, Терри Гриффитс, Деннис Тейлор, Вилли Торн, на подпевках был сам Барри Хирн. Несмотря на то, что его появление в кадре длилось секунды, Хирн сказал, что хочет, чтобы слова «Pot the red then screw back» (забей красный и сделай оттяжку) быть выгравированы на его могиле.
16 декабря 2009 Барри Хирн был избран председателем международной ассоциации снукера — WPBSA, сменив на этом посту сэра Родни Уокера. 26 июля 2010 года Хирн оставил пост председателя WPBSA в соответствии со своей концепцией развития снукера и занял пост председателя компании «World Snooker Limited», управляющей всеми коммерческими правами мирового снукера.
За время управления высшей снукерной лигой Хирн провёл настоящую революцию в игре. Получив в «наследство» около 10 профессиональных турниров, он организовал лигу более мелких турниров (PTC), а общее число профессиональных турниров к сезону 2012/2013 довёл до 30. Создание серий турниров пришлось по душе игрокам, не входящим в мировую элиту — они стали постоянно играть в профессиональных матчах и серьёзно нарастили уровень игры. Подъём начался у таких игроков как Роберт Милкинс (полуфиналы рейтинговых турниров), Стюарт Бинэм (1 рейтинговая победа), Али Картер (1 финал чемпионата мира, 3 рейтинговых турнира), Барри Хокинс (1 рейтинговый титул, финал чемпионата мира), Марк Дэвис (полуфиналы турниров) и многих других, в связи с чем серьёзно выросла конкуренция в игре.
Помимо всего прочего восстановлен был турнир в Австралии, организованы также третий и четвёртый турниры в Китае (Wuxi Classic и International Championship), в Китай также перевели World Open (бывший Grand Prix).
При Хирне была изменена система бонусов за максимальные брейки (за каждый сделанный максимум в сезоне, каждый следующий максимум «стоит» уже на 5 тысяч фунтов больше — то есть первый 5 тысяч, второй 10 и так далее). На чемпионате мира за наивысший брейк стали выдавать игрокам «Золотой кий».
С сезона 2013/2014 восстановлен мейн-тур образца начала первого десятилетия XXI века — постоянно в нём будет находиться около 128 игроков. Практически на всех рейтинговых турнирах отменяется система посева и квалификаций: все игроки будут начинать с раунда last 128, то есть с одной шестьдесятчетвертой финала. Исключением пока останутся Чемпионат мира, Открытый чемпионат Австралии и Шанхай Мастерс.
С сезона 2014/2015 отменяется также старая рейтинговая система. Вместо неё по образцу пула вводится рейтинг призовых денег, который сможет более точно отражать силу игры участников мейн-тура.